# Fábiánsebestyén, Csongrád
Fábiánsebestyén  este un sat în districtul Szentes, județul Csongrád, Ungaria, având o populație de 2.147 de locuitori (2011). 

## Demografie
Componența etnică a satului Fábiánsebestyén
     Maghiari (98,21%)
     Germani (1,32%)
     Necunoscut (0,46%)
     Alții (0,46%)
Componența confesională a satului Fábiánsebestyén
     Fără religie (31,53%)
     Reformați (7,5%)
     Luterani (1,63%)
     Necunoscută (58,78%)
     Atei (0,56%)
     Alte religii (0,37%)
Conform recensământului din 2011, satul Fábiánsebestyén avea 2.147 de locuitori. Din punct de vedere etnic, majoritatea locuitorilor (98,21%) erau maghiari, cu o minoritate de germani (1,32%). Apartenența etnică nu este cunoscută în cazul a 0,46% din locuitori. Nu există o religie majoritară, locuitorii fiind persoane fără religie (31,53%), reformați (7,5%) și luterani (1,63%). Pentru 58,78% din locuitori nu este cunoscută apartenența confesională.